# Komrat
Komrat (gag. Komrat, rum. Comrat, ros. Комрат) – miasto w południowej Mołdawii, nad rzeką Jałpuch, główny ośrodek i zarazem stolica Autonomii Gagauskiej (gag. Gagauz Yeri). Pierwsza wzmianka o Komracie pochodzi z roku 1789. Prawa miejskie otrzymał on po raz pierwszy w dniu 25 września 1925 roku (a nie dopiero w 1957 jak to przedstawia większość literatury rosyjskojęzycznej) . W spisie powszechnym przeprowadzonym w Rumunii w roku 1930 Komrat wymieniony jest zatem jako miasto. Po zajęciu terytorium Besarabii przez wojska radzieckie w roku 1940 Komrat pozostał miastem. W roku 1947 Komrat odnotowany jest już jako wieś. 13 września 1957 roku Komratowi przywrócono prawa miejskie.

## Geografia
W centrum miasta, przy skrzyżowaniu głównych ulic (Pobiedy, Tretjakowa i Lenina) znajduje się założony w 1820 sobór św. Jana Chrzciciela. Cerkiew Zaśnięcia Matki Bożej została zburzona w czasach radzieckich, a na jej miejscu postawiono pomnik wyzwolicieli. Przy ulicy Lenina znajduje się budynek w którym znajduje się parlament gagauski oraz siedziba baszkana. Przy tej samej ulicy znajdują się także dom kultury oraz biblioteka turecka.

### Klimat
Komrat charakteryzuje się morskim klimatem, odznaczającym się przez ciepłe, suche lata i śnieżne, zimne zimy. Temperatura zimą spada często poniżej 0°C. Latem, średnia maksymalna temperatura wynosi około 25°C. Średnia opadów jest stosunkowo niska:
| Miesiąc     | Średnia minimalna temperatura | Średnia maksymalna temperatura | Ilość opadów |
| ----------- | ----------------------------- | ------------------------------ | ------------ |
| Styczeń     | −5,7 °C                       | 0,7 °C                         | 31 mm        |
| Luty        | −4,1 °C                       | 2,2 °C                         | 35 mm        |
| Marzec      | −0,3 °C                       | 7,6 °C                         | 30 mm        |
| Kwiecień    | 5,6 °C                        | 15,8 °C                        | 39 mm        |
| Maj         | 11,1 °C                       | 21,8 °C                        | 51 mm        |
| Czerwiec    | 14,5 °C                       | 25,2 °C                        | 71 mm        |
| Lipiec      | 16,0 °C                       | 27,1 °C                        | 60 mm        |
| Sierpień    | 15,3 °C                       | 26,9 °C                        | 44 mm        |
| Wrzesień    | 11,2 °C                       | 22,7 °C                        | 44 mm        |
| Październik | 5,9 °C                        | 16,0 °C                        | 26 mm        |
| Listopad    | 1,5 °C                        | 8,6 °C                         | 34 mm        |
| Grudzień    | −2,5 °C                       | 3,4 °C                         | 35 mm        |

## Zabytki i atrakcje turystyczne[8]
- Katedra Świętego Jana Chrzciciela wybudowana w 1820 roku[9]
- Muzeum historyczne oraz etnograficzne Gagauzji
- Gagauskie muzeum sztuki
- Turecka Biblioteka im. Mustafy Kemala Atatürka
- Pomnik Włodzimierza Lenina
- Pomnik Żołnierzy Wojny Afgańskiej
- Pomnik Czołgisty
- Pomnik Wyzwolicieli
- Aleja Sławnych Narodu Gagauskiego

## Gospodarka
Gospodarka miasta utrzymuje się z rolnictwa i przetwórstwa rolnego. W okolicach Komrat znajduje się kilka dużych winnic, fabryka konserw, gospodarstwo mleczne itp.
Komrat jest ważnym punktem na winiarskiej mapie Mołdawii. Wokół miasta położonych jest wiele winnic, tak jak w innych rejonach Gagauzji, np. Tomai Vinex, Chirsova, Comrat Wines, Kazayak-Vin czy Taraclia Wines. Chociaż większość z winnic nie jest nastawiona na turystykę, miejscowe wino jest możliwe do nabycia bez większych problemów.
W mieście produkuje się dywany.

## Edukacja
W Komracie działa Komracki Uniwersytet Państwowy (gag. Komrat Devlet Universiteti), który został powołany w 2002 roku w miejsce działającego tutaj od 1991 Gagauskiego Uniwersytetu Narodowego. Uczelnia w 2017 posiadała 5 katedr (agrotechniczną, kultury narodowej, ekonomii, prawa oraz nauk wojskowych). Można tutaj spotkać nie tylko studentów miejscowych, ale także młodzież z Turcji.

## Polacy w Komracie
W mieście swoją siedzibę ma Stowarzyszenie Polaków Gagauzji założone w 2004. W 2015 zrzeszało ono 262 osoby polskiego pochodzenia. Od samego początku prezesem stowarzyszenia jest Ludmiła Wolewicz.
Stowarzyszenie za cel stawia nauczacie i rozpowszechnianie języka polskiego, zwyczajów, tradycji, historii i kultury polskich, jak również uczestnictwo mniejszości polskiej zamieszkałej w Gagauzji w życiu lokalnym i ogólnomołdawskim. Dzięki działaniom stowarzyszenia, już w 2005 w lokalnym liceum powstała klasa nauczająca w języku polskim. W celu realizacji tego zadania do Komratu przyjeżdżają na roczne pobyty nauczyciele z Polski. Stowarzyszenie wśród swoich celów wymienia również "poszerzanie świadomości i ochrona praw przysługujących członkom Stowarzyszenia; sprzyjanie rozwojowi związków kulturalnych, ekonomicznych itp."
Poza działalnością kluczową aktywność Stowarzyszenia obejmuje cykliczne imprezy z okazji narodowych świąt polskich oraz uczestnictwo w uroczystościach i konkursach na poziomie ogólnokrajowym.

## Miasta partnerskie[15]
- Pendik, Stambuł (Turcja)
- Hendek, Sakarya (Turcja)
- Sapanca Sakarya (Turcja)
- Küçükkuyu Çanakkale (Turcja)
- Isparta (Turcja)
- Północna Nikozja (Cypr Północny)
- Tatlısu (Cypr Północny)
- Moskwa (Rosja)
- Grozny (Rosja)
- Bawły (Rosja)
- Bołgrad (Ukraina)
- Erzsébetváros (Węgry)

## Galeria

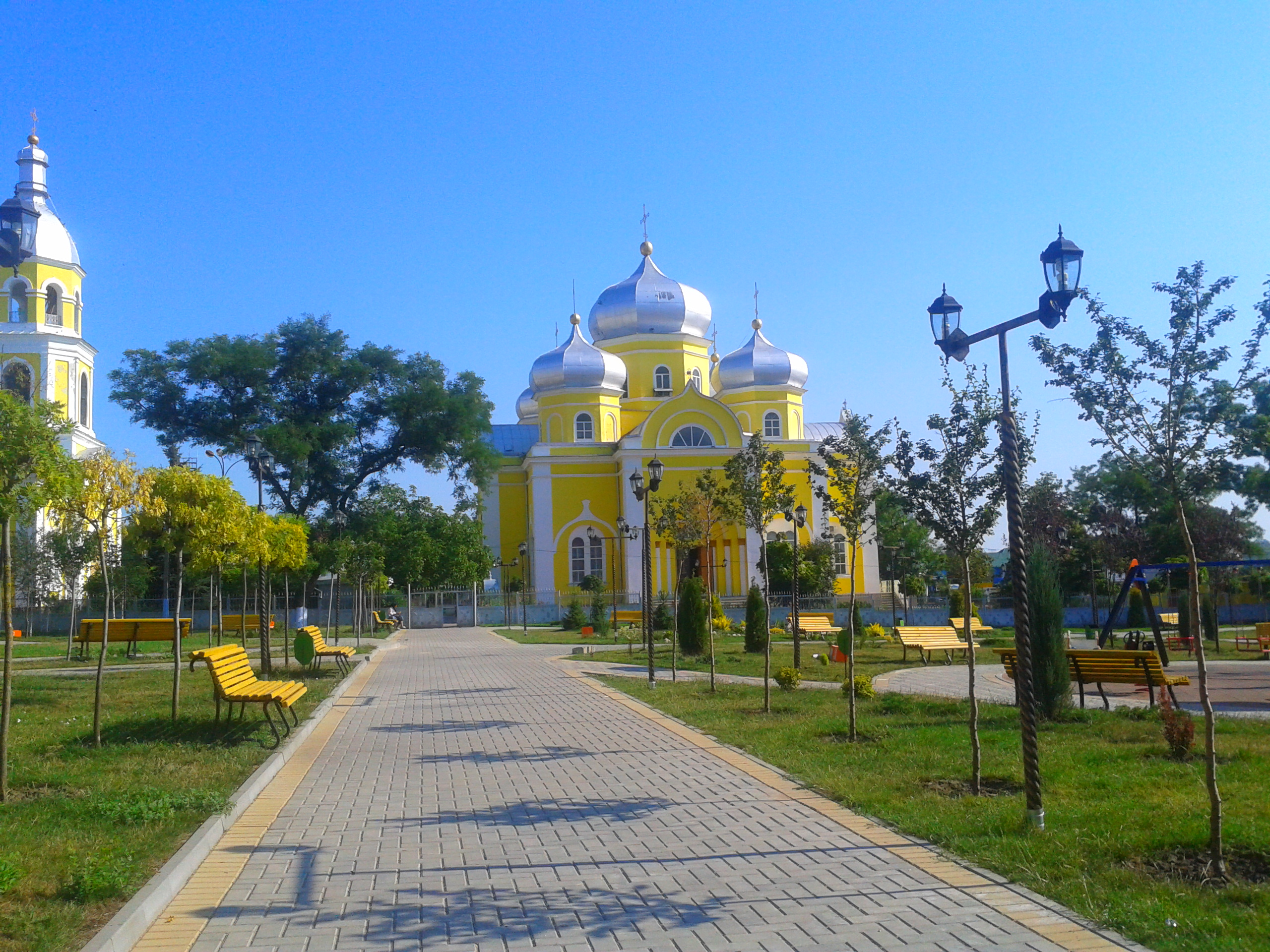
Park Centralny
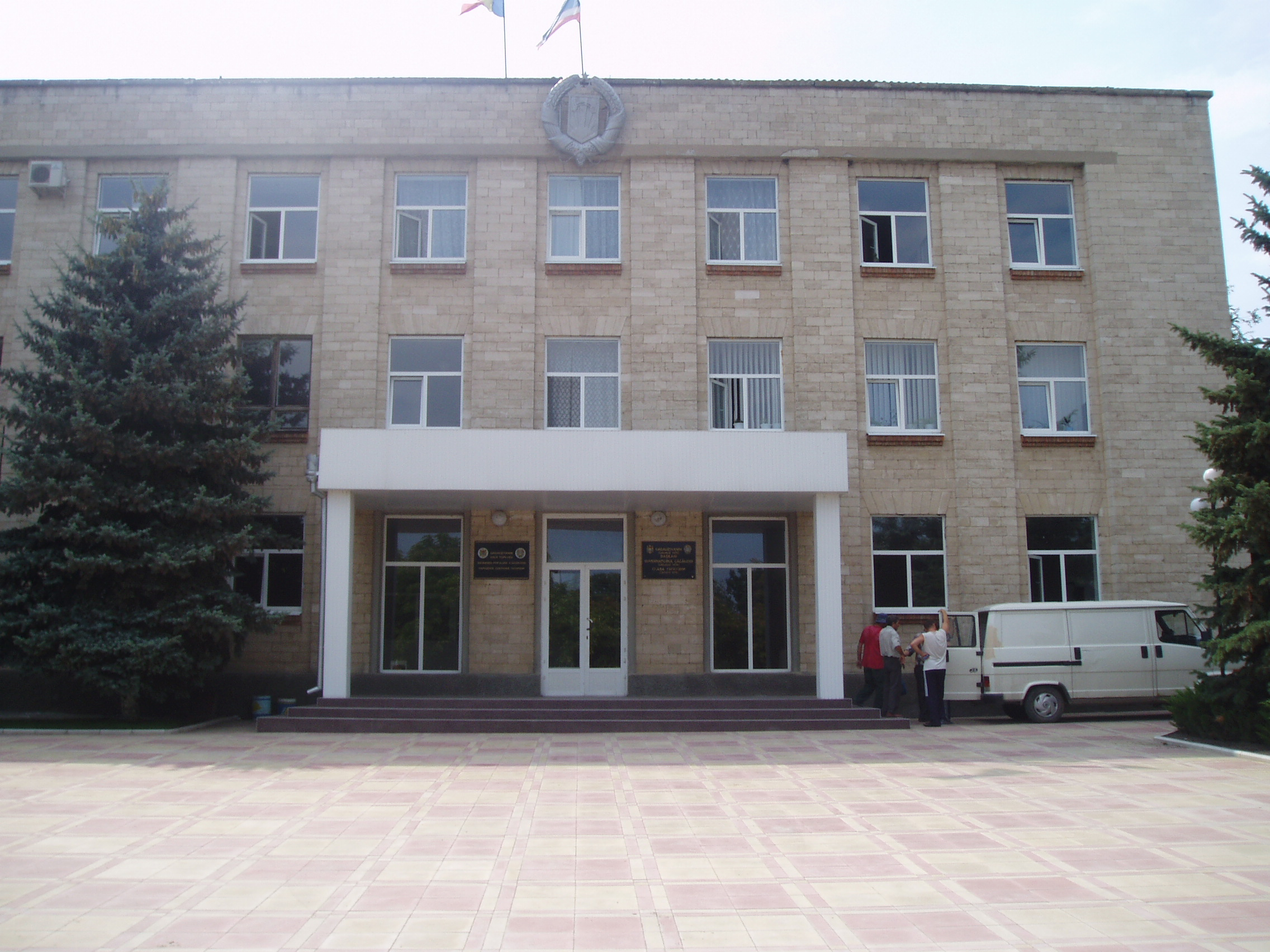
Siedziba rządu Gagauzji
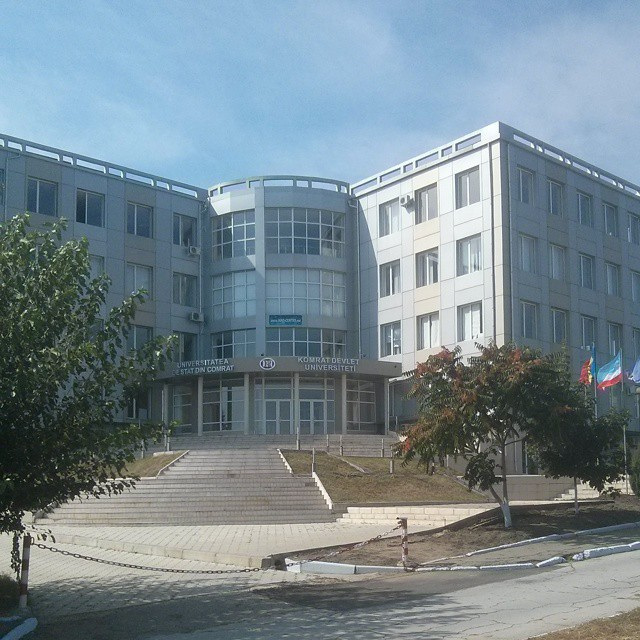
Komracki Uniwersytet Państwowy
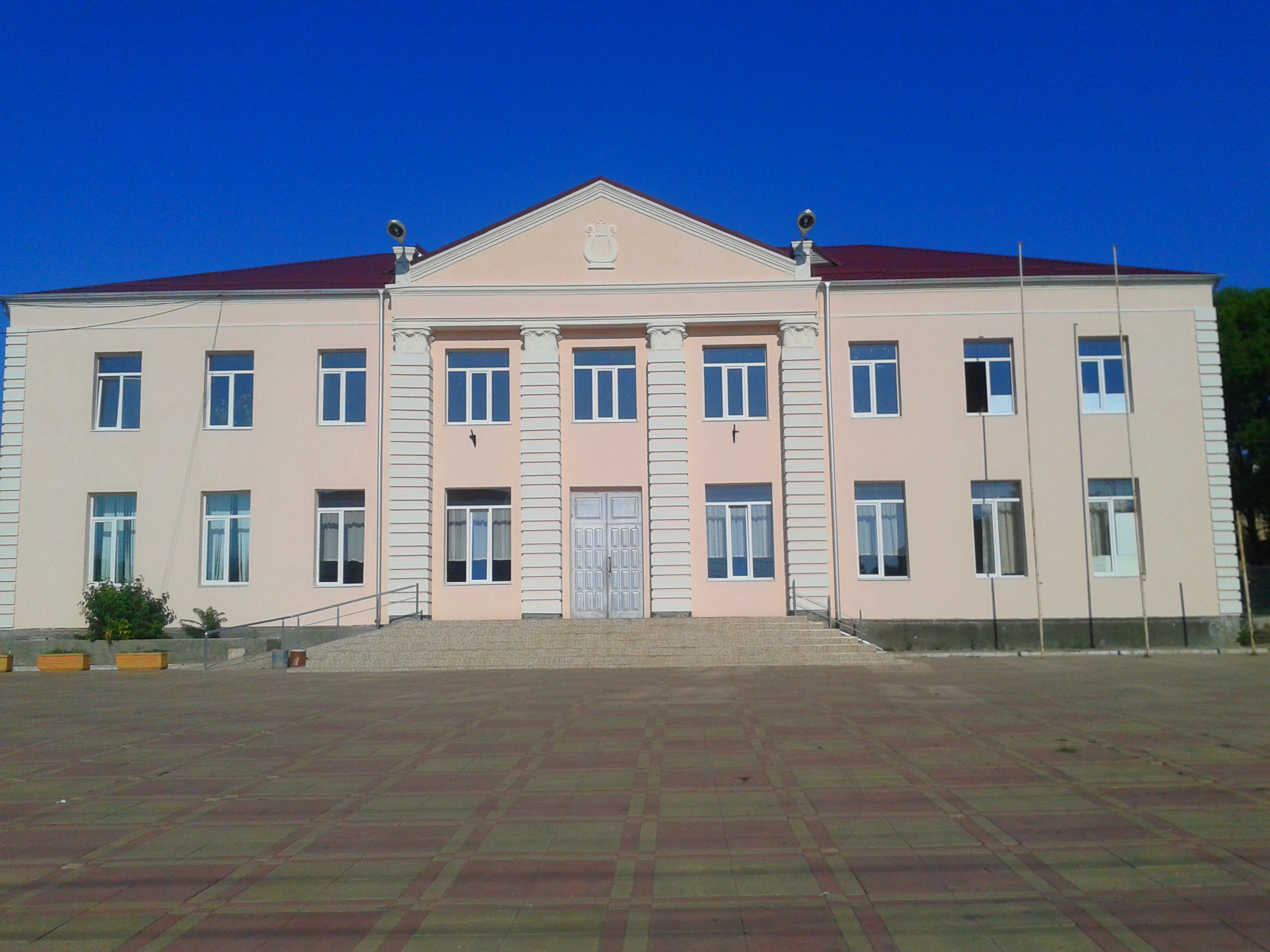
Dom kultury
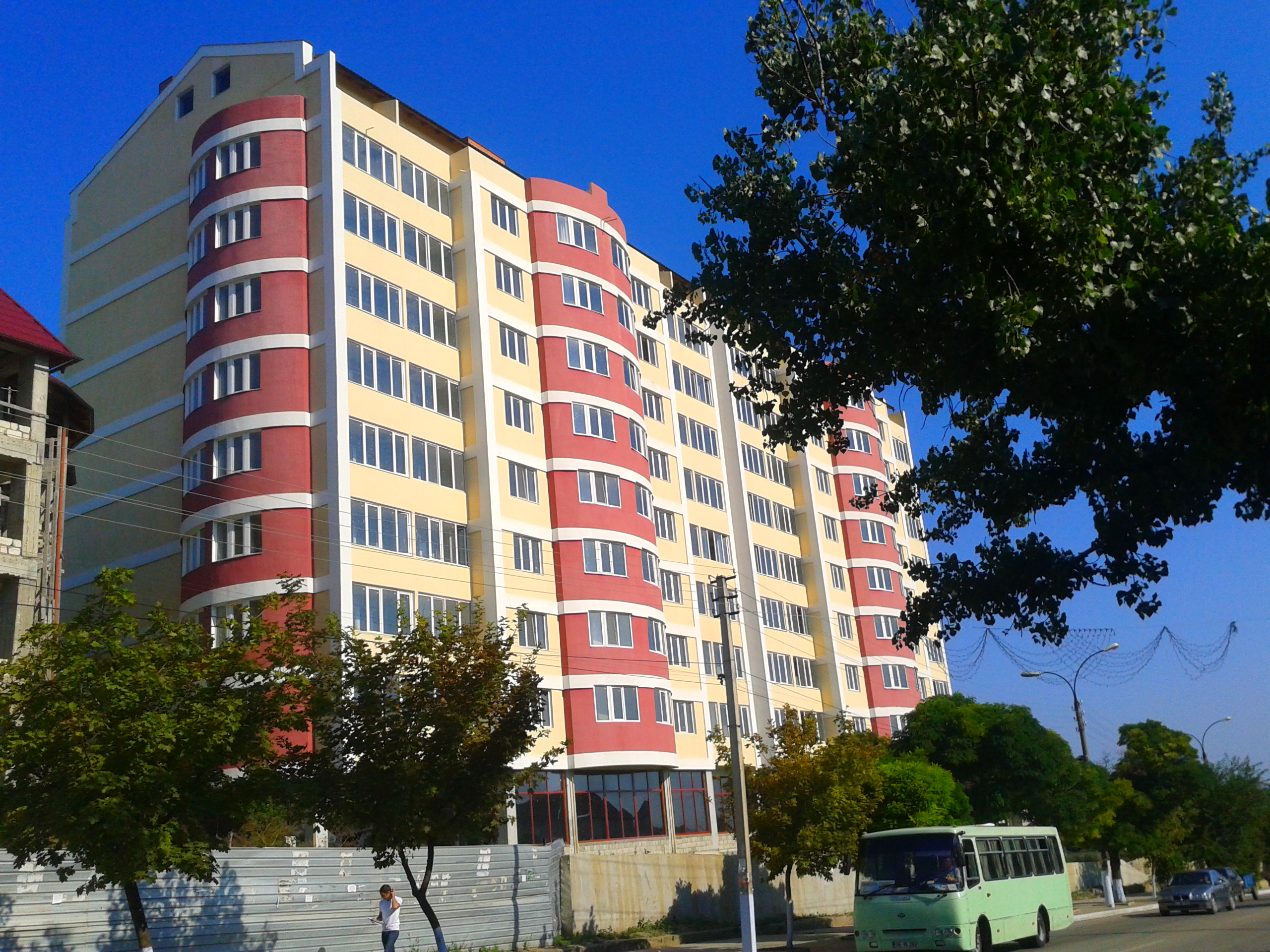
Blok mieszkalny w Komracie
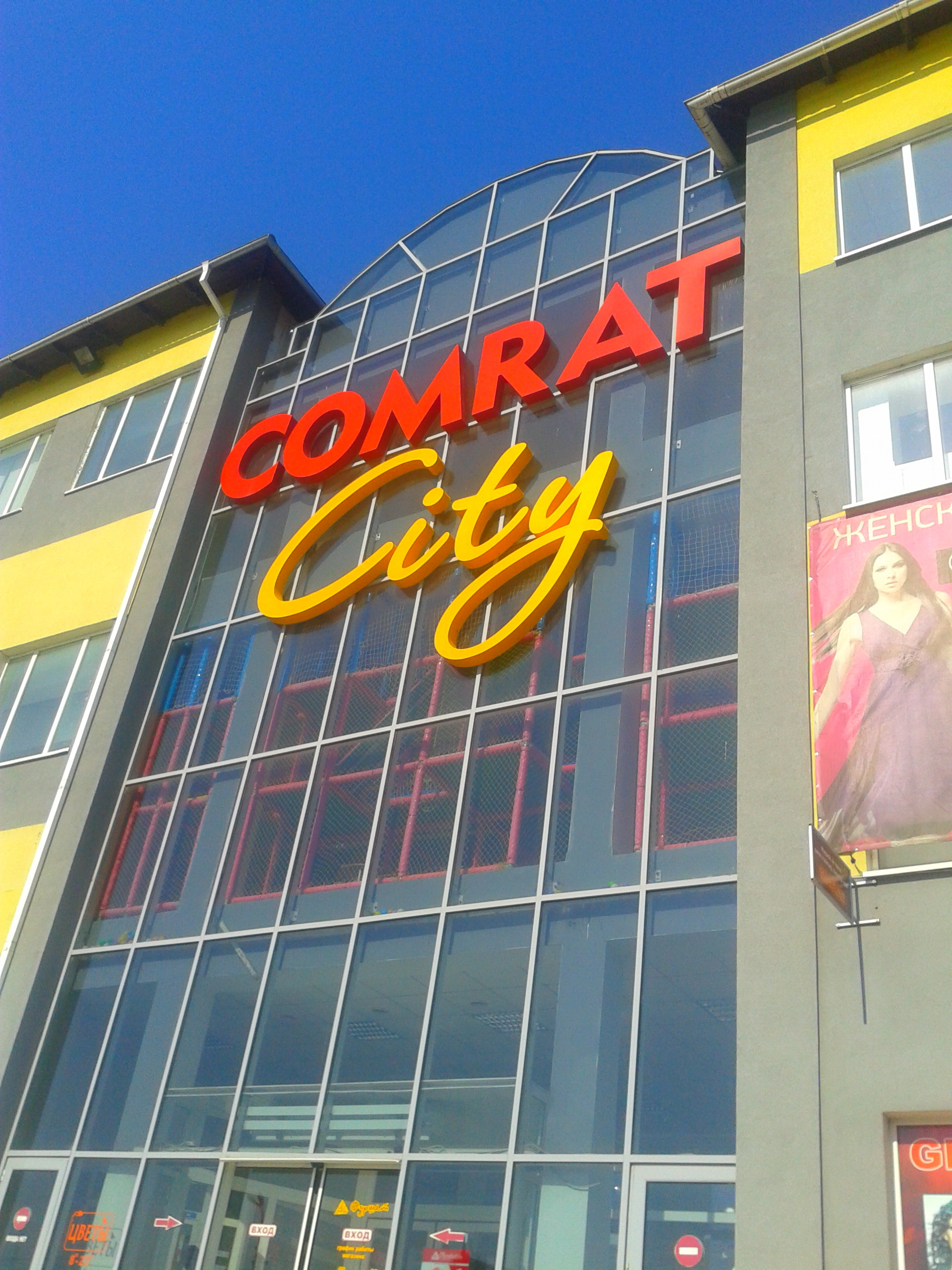
Centrum handlowe w Komracie
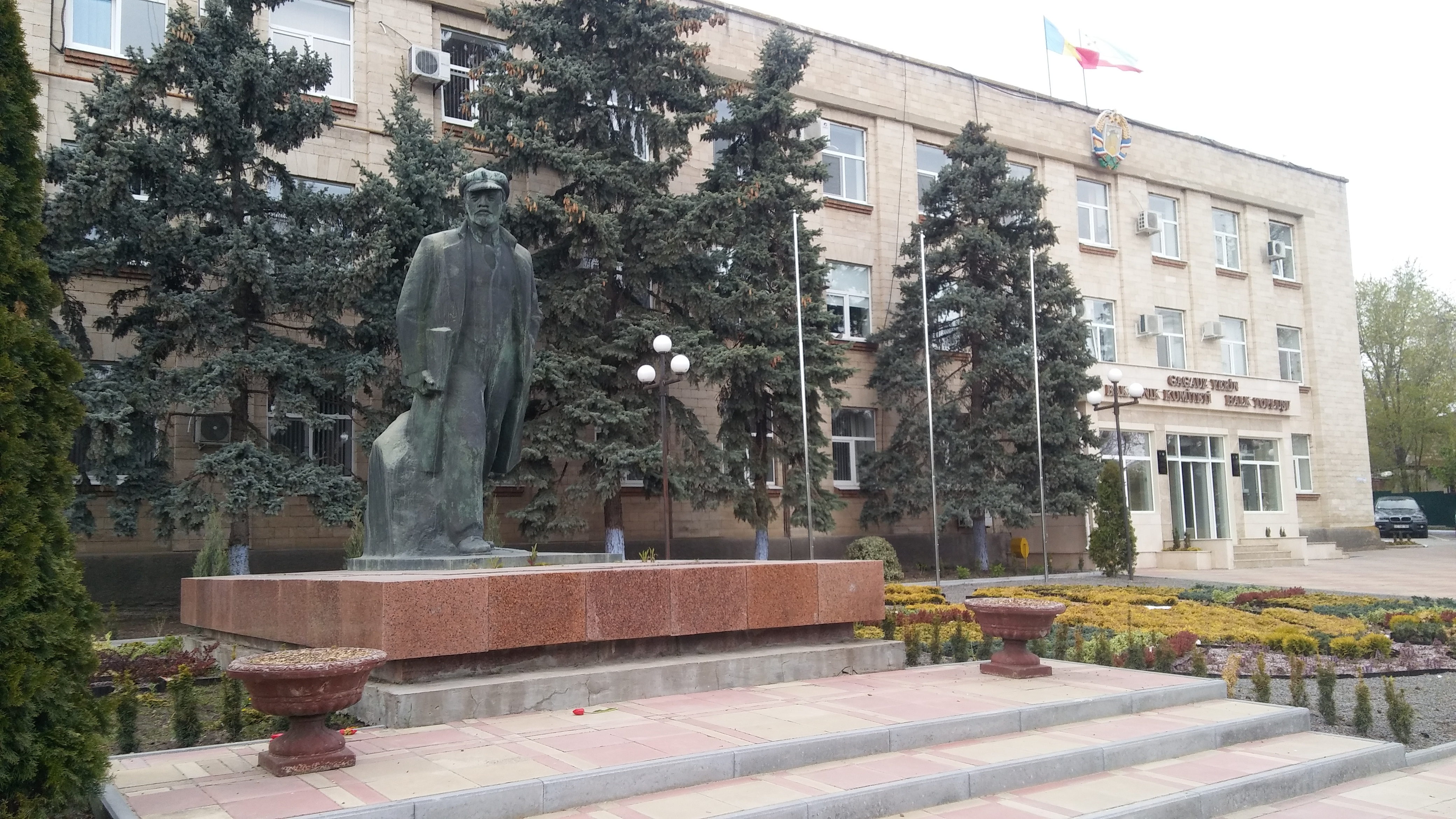
Pomnik Włodzimierza Lenina